# Saori
Saori（さおり）は、日本の女性ケータイ小説家。主にホラー作品の執筆をしている。

## 作品

### 書籍化作品

#### 呪い遊びシリーズ
- 呪い遊び（双葉社、2006年）
- 死の薬（双葉社、2007年3月）
- まじない（双葉社、2007年8月）

#### 単行
- 翡翠と天青の物語（メディアワークス、2007年10月）
- 腐指（双葉社、2007年11月）
- 写真で作る雑貨（雷鳥社、2008年4月）
- 誓い（双葉社、2008年4月）
- 呪われた学校（双葉社、kagenとのコラボレーション、2008年8月）
- プラント（双葉社、2008年11月）
- それでもぼくらは（アスキー・メディアワークス、2008年11月・12月）

### 漫画（コミカライズ）
- 呪い遊び（双葉社）画：知原えす